# Acción mutante
Acción mutante és una pel·lícula espanyola de 1993, la primera a haver estat dirigida per Álex de la Iglesia. En la seva òpera prima De la Iglesia adopta una estètica ciberpunk per a dur a terme una comèdia amb un sentit de l'humor que li és molt característic. Així, entre grans corporacions, mutants i colònies espacials, tenim cançons de Massiel i bascos dels de boina a rosca al comandament de vaixells de càrrega espacials que transporten palets de lluç.

## Repartiment
- Antonio Resines (Ramón Yarritu)
- Álex Angulo (Álex Abadie)
- Frédérique Feder (Patricia Orujo)
- Juan Viadas (Juan Abadie)
- Karra Elejalde (José Óscar Tellería 'Manitas')
- Saturnino García (César Ravestein 'Quimicefa')
- Fernando Guillén (El ominoso Orujo)
- Jaime Blanch (El presentador loco)
- Ion Gabella ('Chepa', el jorobado maldito)
- Bibiana Fernández (Invitada de lujo)
- Rossy de Palma (Invitada de lujo)
- Enrique San Francisco (El novio ultrajado)
- Féodor Atkine (Kaufmann)
- Alfonso Martínez (M.A.)
- Santiago Segura (Ezequiel)
- Ray Pololo

## Sinopsi
Bilbao, any 2012. Una estranya banda terrorista anomenada “Acción Mutante” sembra el terror al país. Està formada per éssers deformats que pretenen venjar-se dels rics i macos. El cervell del grup és el malvat Ramón Yarritu, un ésser sense escrúpols que ha segrestat la filla del rei del pa integral el dia del seu casament.

## Banda sonora
La banda sonora és a càrrec del grup madrileny Def Con Dos amb el tema «Acció mutante» del disc Armas pal pueblo (1994).

## Palmarès cinematogràfic

### Premis
- 1993: Goya als millors efectes especials compartit entre Emilio Ruiz del Río, Olivier Gleyze, Yves Domenjoud, Jean-Baptiste Bonetto, Bernard André Le Boett i Poli Cantero
- 1993: Goya al millor direcció de producció per a Esther García.[2]
- 1993: Goya al millor maquillatge o perruqueria per a Paca Almenara.
- 1994: Premi Ignotus a la millor producció audiovisual.
- 1994: Premi Ignotus a la millor obra poètica per la cançó de Def Con Dos.

### Nominacions
- 1993: Goya. Millor director novell per a Álex de la Iglesia.
- 1993: Goya. Millor muntatge, 1993 per a Pablo Blanco.
- 1993: Goya. Millor direcció artística per a José Luis Arrizabalaga.
- 1993: Gran Premi d'Avoriaz al millor director.
- 1993: Millor pel·lícula al Festival de Cinema de Bogotà.
- 1994: Festival de Cinema Fantàstic al millor director